# Helen Issler
Helen Issler, geb. Keel (* 1946 in Basel) ist eine ehemalige stellvertretende Schweizer Chefredaktorin, Redaktionsleiterin und Moderatorin beim SF DRS, dem Vorgänger des heutigen Schweizer Radio und Fernsehens (SRF).

## Leben
Issler begann ihre Fernsehlaufbahn mit einem Volontariat beim Inland-Informationsmagazin Antenne des damaligen Senders SF DRS. Sie war die erste Frau, die dieses Volontariat absolvierte, und moderierte das Magazin schliesslich am 26. Januar 1968 auch als erste Frau. Als sie 1995 Stellvertreterin von Chefredaktor Peter Studer wurde, war sie ebenfalls die erste Frau in dieser Funktion. Sie leitete und moderierte die Sendung Schweiz aktuell (früher DRS aktuell). Später war sie Redaktionsleiterin der Sendung Menschen Technik Wissenschaft. Ende August 2009 liess sie sich pensionieren.
Seit 2010 arbeitet sie als freie Journalistin und Gesprächsleiterin. Sie ist zudem Co-Vizepräsidentin des Bundes Schweizerischer Frauenorganisationen Alliance F.
Helen Issler ist Mutter zweier Töchter.